# Kleptochthonius binoculatus
Espèce
Kleptochthonius binoculatus est une espèce de pseudoscorpions de la famille des Chthoniidae.

## Distribution
Cette espèce est endémique de Virginie aux États-Unis. Elle se rencontre dans la grotte Hill Cave dans le comté de Scott.

## Description
La femelle holotype mesure 2,15 mm.

## Publication originale
- Muchmore, 1974 : New cavernicolous species of Kleptochthonius from Virginia and West Virginia (Pseudoscorpionida, Chthoniidae). Entomological News, vol. 85, p. 81-84 (texte intégral).